# Teles–Meneses Eleonóra portugál királyné
Teles–Meneses Eleonóra (a szócikkben, a továbbiakban: Eleonóra), (Trás-os-Montes e Alto Douro, 1350 körül – Valladolid, 1390–1405/1406); a portugál nyelvben: Leonor Teles de Menezes/Meneses ;
a Burgundiai-házból származó I. Ferdinánd portugál király feleségeként, Portugália királynéja. Leánya, I. Beatrix portugál királynő nevében, Portugália régensnője. I. Sancho portugál király hatodik generációs leszármazottja, apai ágú ükapjának a nagyanyja, Terézia infánsnő, a királynak a leánya volt.

## Származása
Eleonóra a Meneses-házból származott. Az apja Martim Afonso Telo de Meneses (?–1356), portugál nemes, Mária (1313–1357) kasztíliai királynénak, XI. (Bosszúálló, avagy Igazságos) Alfonz (1311–1350), kasztíliai király második feleségének, a háznagya volt; az édesanyja Aldonça Anes de Vasconcelos (?–?) portugál nemeshölgy. Eleonóra apját, más lovagokkal együtt, 1356. január 26-án, Toro városkában, I. (Kegyetlen, avagy Igazságos) Péter (1334–1369) kasztíliai király, XI. Alfonz királynak és Mária királynénak a fia, meggyilkoltatta.
Eleonóra életében, és királynéi, illetve régensnői uralkodásában, két időszak jól elkülöníthető. Az első időszak az első házasságának a megkötésétől (1365), a második férjének, I. (Szép, avagy Állhatatlan) Ferdinánd (1345–1383), portugál királynak a haláláig (1383); a második időszak pedig I. Ferdinánd király halálától magának Eleonórának a haláláig tartott.

## Élete és uralkodása

### Az első időszak (1365–1383)
Eleonórát, 1365-ben, feleségül vette João Lourenço da Cunha (1345–1400-as évek eleje), Pombeiro da Beira ura.
Eleonóra életében, 1371 táján, gyökeres fordulat következett be. Nővére, Maria Teles de Meneses (1337?–1379), I. Ferdinánd féltestvérének, Beatrixnak (1347–1381) infánsnőnek volt az udvarhölgye. I. Ferdinánd itt, a nővére udvarában, találkozott Eleonórával, és rögtön, annyira beleszeretett, hogy – 1371-ben megkötött megállapodástól elállva –, lemondott arról, Eleonóra (1360 körül–1416) infánsnőt, II. (Trastámara, avagy Testvérgyilkos) Henrik (1334–1379) kasztíliai király leányát vegye feleségül. I. Ferdinánd elérte azt, hogy Eleonóra első házasságát – a házastársak közeli rokonságára hivatkozással –, érvénytelenítették. Az I. Ferdinánd és Eleonóra közötti házasság terve ismertté vált, és mind a politikai elit, mind a polgárok jelentős részének ellenállásába ütközött, mondván, hogy „a királynak királylányt kell feleségül vennie”; sőt a fővárosban, Lisszabonban, 1371-ben, lázadás tört ki. A felkelők élére Fernão Vasques (?–1371) szabómester állt, az ő vezetésével vonultak a királyi palotához. I. Ferdinánd, ijedtségében, megígérte azt, hogy nem veszi el Eleonórát, és ezt – másnap – megismétli a Szent Domonkos kolostorban. Másnap azonban, a felkelők hiába várták a kolostornál a királyt: I. Ferdinánd és Eleonóra, az éjszaka folyamán, Santarémbe menekültek, majd tovább, Portoba. A felkelést, még 1371-ben, az uralkodó leverte, Fernão Vasquest és vezértársait, kivégezték. Eleonóra és I. Ferdinánd 1372-ben kötöttek házasságot, Leça do Balio településen; bár van olyan feltételezés, hogy – titokban – már 1371 második felében összeházasodtak, az 1372. évi, „hivatalos” esküvő, a házasságkötésnek, mintegy a nyilvánosságnak szóló, ünnepélyes „megismétlése” volt. A házasságkötést I. Ferdinánd kegyence, Eleonóra nagybátyja, João Afonso Telo de Meneses (?–1381), Barcelos és Ourém grófja, támogatta, abban bízva, így még nagyobb befolyása lesz az uralkodóra. Eleonórának, mint királynénak a bemutatását, kínos affér zavarta meg. I. Péter királynak és Inês de Castronak a fia, Dénes (1354–1397) infáns (I. Ferdinánd féltestvére) nem csókolta meg a királyné kezét. Állítólag, I. Ferdinánd, ezért le akarta szúrni az infánst, de az udvaroncok ezt megakadályozták. Dénes, az esetleges megtorlás elől, Kasztíliába távozott, ott is halt meg.
A házaspárnak 1373-ban megszületett az első gyermeke, Beatrix (1373–1420 körül) infánsnő, a későbbi portugál királynő.
Az uralkodói pár életében, szinte azonnal az esküvőt követően, nehéz évek következtek, ugyanis háborúhoz vezetve, kiéleződött a portugál-kasztíliai konfliktus. I. Ferdinándnak a képviselői, és John of Gaunt-nak (1340–1399), Lancaster hercegének a képviselői, 1372. júliusban, az észak-portugáliai Tagilde városában, szövetségesi szerződést kötöttek, aminek Kasztília ellenes éle volt. A herceg ugyanis a kasztíliai trónra tartott igényt, hivatkozva arra, hogy – 1371. szeptemberben – feleségül vette Konstancia (1354–1394) hercegnét, a néhai I. Péter királynak a leányát. II. Henrik király – I. Péter utóda – a szövetségkötésre gyors választ adott. A kasztíliai csapatok betörtek Portugáliába, 1373 elején már Lisszabon előtt álltak. Azonban a háború a tengeren dőlt el: 1373. március elején, Ambrosio Bocanegra (?–1374) tengernagy, a kasztíliai flottával, Lisszabon partjai előtt, nagy győzelmet aratott a Lançarote Pessanha (?–1384) tengernagy vezérelte portugál hajóhad ellen. Ezután, napokon belül, még 1373. márciusban, Santarémben, I. Ferdinánd és II. Henrik békét kötöttek. A két uralkodó a békekötést házasságkötésekkel „pecsételte meg”: II. Henrik öccse, Sancho (1342–1374), Alburquerque grófja, 1373-ban feleségül vette I. Ferdinánd féltestvérét, az előzőekben már említett, Beatrixet. II. Henrik házasságon kívül született fia, Alfonz Henrik (1355–1395), Noreña grófja, pedig, 1375-ben, feleségül vette Izabellát (1364 – 1435), Viseu úrnőjét, I. Ferdinándnak – a házasságon kívül született – leányát.
A béke még egy évtizedig sem tartott, ez alatt Eleonóra testvérének, Máriának az élete, tragikus véget ért – Eleonóra közrehatásával. A királyné ugyanis, szinte folyamatosan, aggódott amiatt, hogy az első házasságának az érvénytelenítését jogsértőnek fogják tartani, így leánya, Beatrix, törvénytelen gyermeknek minősül, és nem követheti apját a trónon. Eleonórának a Beatrix jövője miatti aggódását csak növelte az, hogy – a már korábban megözvegyült – Mária házasságot kötött, és a második férje János (1349–1387) infáns lett, I. Péter királynak és Inês de Castronak a fia (I. Ferdinándnak a féltestvére); aki – Beatrix származásának vitatása esetén –, a trón potenciális örökösének számíthatott. Mind ezeken túl, Eleonóra birtokvitába is keveredett a nővérével. A királyné ravasz tervet eszelt ki, amelybe az egyik fiútestvérüket, João Afonso Telo de Menesest (?–1385), Barcelos leendő grófját bevonta. Azt eszelték ki, és hitették el, mind a ketten, János infánssal, a felesége megcsalja őt, ezért nem csak joga, hanem kötelessége is az, hogy a feleségét megölje. A hiszékeny infáns lépre ment, és 1379-ben, az ártatlan feleségét megölte. János infáns a tettéért ugyan kegyelmet kapott az uralkodótól, azonban tartott Mária első házasságából született fiának, Lope Díaz de Sousának (?–?), és Gonçalo Teles de Menesesnek (?–1403), Neiva (São Romão de Neiva) grófjának (Mária és Eleonóra testvérének, aki az intrikában nem vett részt) a vérbosszújától, ezért – akárcsak testvére, Dénes infáns –, ő is Kasztíliába menekült, és ő is ott halt meg.
Amivel Eleonóra alaptalanul vádolta nővérét, a házasságon kívüli kapcsolat, az hamarosan az ő életében jelent meg. Még a kasztíliai uralom váltáskor (amikor I. Péter utóda II. Henrik lett) Portugáliába menekült Juan Fernández de Andeiro (1320 körül–1383), galiciai nemes úr, aki hamarosan I. Ferdinánd bizalmasa lett, többször követe volt az uralkodónak. Eleonóra és Andeiro románcáról azonban tudomást szerzett Gonçalo Vasques de Azevedo (1332 körül–1385) marsallnak, a királyné távoli rokonának a felesége, Inês Afonso (?–?), aki Eleonóra udvarhölgye volt. A királyné megtudta azt, hogy az udvarhölgye „fecsegett”, és megijedt: Attól tartott, hogy a rendkívül becsületes marsall, sőt ha a suttogás tovább terjed, akkor I. Ferdinánd becsületének védelmében, nem csak ő, hanem a királynak az egyetlen, még Portugáliában élő féltestvére, Avisi János (1357–1433) infáns is fellép ellene. (Avisi János infáns I. Péter király és Teresa Lourenço (1330-?) házasságon kívüli kapcsolatából származott, az Avis Lovagrend nagymestere volt, innen eredt az infáns előneve.) Eleonóra ezért, a marsallnak és a nagymesternek, a király elleni összeesküvéséről szóló, hamis levelet mutatott be a férjének, és rávette I. Ferdinándot a két nemesnek a bebörtönzésére (1382). A két nemesurat Évora várában vetették fogságba. Eleonóra, a király meghamísított aláírásával, parancsot küldött a várkapitánynak, hogy mind a kettőjüket le kell fejezni. A várkapitány azonban gyanút fogott, a parancs hitelességét illetően, ezért közvetlenül a királyhoz fordult, aki – nyilvánvalóan – semmilyen kivégzési parancsról sem tudott. Ekkor Eleonóra, rendkívül ügyesen, „irányt váltott”, a két foglyot szabadon engedték, és mind ezt úgy tüntette fel a királyné, hogy a szabadulásuk neki köszönhető.
Közben Portugália és Kasztília között újabb háború robbant ki, immár a harmadik I. Ferdinánd uralkodása alatt (az első háború még az Eleonórával kötött házassága előtt befejeződött). 1379-ben meghalt II. Henrik király, az utóda a fia lett, I. János (1358–1390). John of Gaunt, Lancaster hercege, továbbra sem tett le a kasztíliai korona megszerzéséről, és 1380-ban, a nagyjából Portugália középső részén fekvő Estremoz városkában, a portugál király és az angol herceg képviselői, a korábbi szerződésüket megerősítették. I. Ferdinánd az előző két háború elvesztése miatti csorbát akarta kiköszörülni, és 1381-ben, a portugálok be is nyomultak Kasztíliába, de kudarcot vallottak. Sőt, 1381. július 17-én, a Saltés-szigeteknél, a Huelva folyó torkolatánál vívott csatában, a Fernando (Fernán) Sánchez de Tovar (?–1384) admirális vezérelte kasztíliai flotta, döntő győzelmet aratott a portugál hajóhad felett, amelynek a parancsnoka João Afonso Telo de Meneses volt (Eleonórának és nővérének, Máriának – az előzőekben már említett – fivére). A portugál vezér a kasztíliaiak fogságába esett, csak a békekötés után térhetett haza. A kasztíliaiak ezután késő őszig blokád alá vették Lisszabont, amelynek védelmében Edmund of Langley (1341–1402, később York hercege) vezetésével, az angolok segítették a portugálokat. 1382 tavaszán azonban a kasztíliai hajóhad újra megjelent Lisszabon előtt, és a harcokban kimerült portugálok, 1382 augusztusában, Elvas városkában békét kötöttek, sőt I. Ferdinánd és I. János később, még egy nagyon fontos házassági megállapodást is megkötött:
1383. április 2-án, a Lisszabonhoz közeli Salvaterra de Magos városában, a portugál és a kasztíliai király a következőkben állapodtak meg: I. János feleségül veszi I. Ferdinánd és Eleonóra leányát, Beatrixot, és a kasztíliai uralkodó – a felesége trónra lépésekor – Portugália címzetes királya lesz. I. Ferdinánd halála esetén – Beatrix tizennegyedik életévének a betöltéséig –, Eleonóra régensként fog kormányozni. Ha Beatrix gyermektelenül halna meg, akkor a portugál korona I. Jánosra, illetve az utódaira fog szállni; a kasztíliai királynak ugyanis, az előző, az első házasságából, már volt fia. Ez a megállapodás, tulajdonképpen, I. Péter és Inês de Castro fiait, János és Dénes infánsokat, az öröklésből kizárta.
Az eljegyzésre 1383. május 14-én Elvasban, a házasság megkötésére május 17-én Badajoz katedrálisában került sor, a beteg I. Ferdinánd már nem tudott részt venni az esküvőn. A portugál király 1383. október 22-én meghalt, egyesek szerint, nem csak a megbetegedése, hanem a felesége és Andeiro közötti románc is siettette a halálát.

### A második időszak (1383 – 1406/?/)
I. Ferdinándnak a halálával, 1383. október 22-ével, Eleonóra akadálytalanul átvette a régenséget, a Portugál Királyság kormányzását, az ország nyugalma azonban csak rendkívül rövid ideig tartott, és két évig, 1385-ig tartó, uralmi – hatalmi válság robbant ki.
Már az is visszatetszést szült, hogy Eleonóra, nem vett részt a férje temetésén, rosszullétre hivatkozással, ugyanis szeptemberben egy gyermeket szült, aki csak pár napig élt, (voltak, akik szerint nem is a beteg I. Ferdinánd volt a gyermek apja), aztán a király temetése után, Eleonóra, már szinte fitogtatta a gyászát, igaz, a kegyenc, Andeiro, hamar megjelent a régensnő oldalán. A kegyenc részéről ez nem volt szerencsés, a sok portugál részéről, a vele szemben érzett gyűlölet, csak tovább nőtt, ami oda vezetett, hogy két nemes úr, Avisi János infáns jóbarátja, a későbbi eseményekben (harcokban) meghatározó szerephez jutó, Nuno Álvares Pereira (1360–1431), és a távoli rokona, Rui Pereira (?–1384) elhatározták a kegyenc megölését. A tervükbe beavatták Avisi János infánst, aki ingadozott, először ellenezte a kegyenc megölését, majd támogatta. Csatlakozott hozzájuk egy köztiszteletben álló személy, Álvaro Pais (Paes) (1330 körül–1390 körül), aki I. Péternek, majd I. Ferdinándnak a kancellárja volt. Ő Eleonóra testvérét, João Afonso Telo de Menesest rábírta arra, hogy csatlakozzon hozzájuk.
1383. december 6-án, a lisszaboni királyi várban (Castelo de São Jorge /Szent György Vár/), a szervezkedők meggyilkolták Andeirot, Avisi János a kardjával lesújtott a kegyencre, aki menekülni próbált, ez nem sikerült neki, mert Rui Pereira megölte. A merénylet miatt felháborodott Eleonóra kérdőre vonta a támadókat, hogy őt is megakarják-e ölni, Avisi János megnyugtatta a régensnőt, hogy erről szó sincs.
Közben a városban turbulens jelenetek zajlottak le. A várat elhagyó Álvaro Pais – és társai – azt híreszteltek, hogy Avisi János infánst a palotában megakarják ölni. A városban, amelynek a lakosai, túlnyomó részben, nem szívelték a Kasztília-pártiakat, valóságos népfelkelés tört ki, a tömeg a vár elé vonult, ahol az infáns nehezen, de lecsillapította őket. Azonban ő sem tudta megakadályozni azt, hogy a dühöngő tömeg, a székesegyház tornyából, ledobta Martinho Anes de Zamorát (?–1383), Lisszabon kasztíliai származású püspökét.
A lisszaboni népfelkelés híre futótűzként terjedt el az országban. Olyan jelentős városoknak, mint Portonak, Évorának, Bejának a lakossága, csatlakozott a fővárosi népfelkeléshez, akárcsak a nemességnek, ha úgy tetszik, a politikai elitnek, egy jelentős része is, mivel Avisi János infánst a portugál nemzeti érdekek védelmezőjének tartották, és a tavasszal, Salvaterra de Magosban megkötött házassági megállapodásban, az ország Kasztíliának történő kiszolgáltatását látták. Nuno Álvares Pereira pedig Estremoz és Portalegre városok támogatását biztosította az infánsnak.
A lisszaboni felkelés résztvevői aktívak maradtak. Még 1383-ban, konkrétan december 16-án, Afonso Eanes Penedo (?–?) kádármester vezetésével, egy népgyűlésen, kikényszerítették azt, hogy a gyűlés résztvevői, Avisi Jánost a királyság „régensének és kormányzójának” nyilvánították. Gyakorlatilag két régense lett a királyságnak, Eleonóra, az özvegy-királyné, és Avisi János infáns.
A történtek ellenére, Avisi János, aki tépelődő személyiség volt, elbizonytalanodott. A helyzetet kiszámíthatatlannak tartva, angol hajón, Angliába akart menekülni, de erről a hívei lebeszélték. Abban, hogy e szándékától elállt, közrejátszott az hír, hogy – állítólag – Eleonóra értesült az infáns tervéről, és megvesztegette a kapitányt, a nyílt tengeren a teljes legénység hagyja el a hajót, és így az infáns oda fog veszni. Az is felvetődött (Álvaro Pais, Avisi János bizalmasa részéről), hogy Eleonóra és az infáns házasodjanak össze, amit azonban mind a ketten elvetettek. Avisi Jánosban az is felmerült, hogy a Kasztíliában raboskodó féltestvérét, János infánst, Inês de Castro fiát, kellene trónra emelni, ezt az ötletét környezete nem támogatta, azért sem, mert János infáns – mivel az első feleségét meggyilkolta –, nem volt népszerű a hazájában.
Eleonórában ugyanakkor, Avisi Jánosnak, a népgyűlés általi – a már említett titulusokkal – történt felruházása, valamint a főváros lakosságának a forrongása, félelmet keltett, és ezért, a bizalmasaival együtt, 1383. végén, Karácsony táján, elhagyta Lisszabont, előbb Alenquer városkába, majd a jobban védhető Santarémbe távozott. A régensnő távozását követően, Martim Afonso Valente (1320?–1414), Lisszabon elöljárója, és Eleonóra testvére, João Afonso Telo de Meneses, a Szent György várat átadták Avisi Jánosnak, ezzel Lisszabon teljes egészében az infáns uralma alá került. Eleonóra erre a hírre lakonikusan reagált, mondván, „akié a város, azé lesz a vár”, célozva arra, hogy a város, a felkelés folytán, már korábban az infánsé és híveié lett.
Az elmenekült régensnő a vejéhez, azaz, I. János kasztíliai királyhoz fordult segítségért, a neki írt levélben tájékoztatta őt a Portugáliában történtekről, Eleonóra abban bízott, veje segítségével, biztosítja lánya számára a trónt, és maga számára a régenséget. Kérése a kasztíliai uralkodónál nyitott fülekre talált. I. János, már 1383 őszén, amikor hírét vette I. Ferdinánd halálának, felvette a címerébe Portugália címerét, ezzel jelezve az igényét a Portugália feletti uralkodásra; illetve a Kasztíliába menekült János és Dénes infánsokat (I. Péter és Inês de Castro fiait) elfogatta, hogy ne léphessenek fel trónkövetelőkként. I. János – a Portugáliával kapcsolatos igényét – el tudta fogadtatni VII. Kelemen (1342–1394) ellenpápával (aki Avignon-ba helyezte székhelyét, és nem csak Kasztília – hanem I. Ferdinánd és I. János 1382-ben, Elvasban kötött békeszerződése értelmében –, Portugália támogatását is bírta).
I. János gyorsan eleget tett anyósa kérésének, hadával Portugáliába vonult, és 1384. január 12-én, már meg is jelent Santarém városánál, a feleségével, I. Beatrix királynővel együtt.
A továbbiak azonban nem Eleonóra elképzelései szerint alakultak. A város előtt történt találkozás után, a régensnő nem térhetett vissza Santarémbe, a lánya és a veje egy, az erődített városfalakon kívüli, kolostorba kísérték Eleonórát. I. János pedig arról kezdte győzködni anyósát, mondjon le a régenségről, adja át neki a kormányzást, mert már nincs bizalom a személye iránt. A kényszerhelyzetben lévő Eleonóra így is tett. Még 1384. januárban, lemondott a régenségről, a veje javára, ezzel átadva neki Portugália kormányzását, noha a környezetéből többen felhívták a figyelmét arra, amit tett – a lemondás –, ellentétes az 1383-ban, Salvaterra de Magosban megkötött megállapodással, továbbá, ehhez – a lemondáshoz –, szükség lenne a Cortes, a rendi gyűlés, döntésére. I. János ettől kezdve, az okleveleiben, nem csak Kasztília és León, hanem Portugália királyaként is megnevezte magát, de úgy, hogy nem is utalt feleségére, I. Beatrixre, mint Portugália királynőjére.
Portugália megosztottá vált, és a harc elkerülhetetlen lett I. János (és így I. Beatrix), valamint Avisi János régens között. A nemesség egy része, de nem kevés város is, I. János és I. Beatrix uralmát elfogadta, de e városok között viszonylag kevés volt az olyan jelentős település, mint például Braga. A megosztottságot jól példázzák a következők: Eleonóra fivérei közül, Gonçalo Teles de Meneses (akárcsak Eleonóra első házasságából született fia, Álvaro da Cunha) Avisi Jánosnak, míg João Afonso Telo de Meneses I. Jánosnak és feleségének lett a híve. Avisi János bizalmasa, Nuno Álvares Pereira (akárcsak rokona, Rui Pereira) mindvégig hűségesen kitartott a régens mellett, de féltestvére, Pedro Álvares Pereira (?–1385) a kasztíliai király mellé állt. Volt, ahol népharag tört ki a kasztíliaiak támogatói ellen: 1384-ben, Beja városában, ennek áldozata lett az I. János mellé álló Lançarote Pessanha, Portugália egykori admirálisa.
Azonban Eleonóra és a veje együttműködése villámgyorsan véget ért, állítólag azért, mert nem értettek egyet abban, ki legyen a zsidó közösség elöljárója; Juda (?–?), Eleonóra favoritja helyett, I. János David el Negro (?–?) mellett döntött.
Eleonóra, aki bizonyára már megbánta lemondását, száznyolcvan fokos fordulatot tett, összeesküvést szőtt I. János ellen, amelynek a részleteit nem könnyű tisztázni, a történészek között sincs egyetértés; de a lényeg, az alábbiak szerint, foglalható össze:
Eleonóra először is körlevelet írt, amelyben Avisi János támogatására bíztatott, és arra, hogy a városok tartsanak ki az infáns mellett, illetve, azok a városok, amelyeket támad a kasztíliai had, ne adják meg magukat, bár a levél megírását nem tartja mindenki bizonyítottnak. Azt azonban bizonyítottnak tarthatjuk, hogy Eleonóra, valamilyen módon, de vissza akart térni a hatalomba, ehhez nem választott egyszerű utat:
I. János hadával Portugáliába jött három unokatestvére, akik szintén a Trastámara-házból származtak: Pedro Enríquez (1355 körül–1400) és a féltestvérei: Alfonso (Alonso) Enríquez (1354–1429), és neki ugyanezt a nevet viselő testvére, Alfonso Enríquez (?–1384). Eleonórának a santarémi udvartartásában szolgált Beatriz de Castro (?–?), nemeshölgy, a néhai Inês de Castro unokahúga, akinek udvarolt Alfonso Enríquez, de hogy az azonos nevű két fivér közül melyik, ez a forrásokból nem egyértelműsíthető. Beatriz, Eleonóra tudtával és beleegyezésével, azonban azt hozta az udvarlója tudomására, a szerelmét akkor fogadja el, ha eléri azt, hogy Pedro Enríquez feleségül veszi Eleonórát. Az ötlet elnyerte Pedro Enríquez tetszését, ezért tervezte a házasságát Eleonórával, illetve azt tervezték, hogy I. Jánost megölik, kiegyeznek Avisi Jánossal, és Eleonóra, valamint Pedro Enríquez fognak Portugáliában uralkodni. Eleonóra továbbá levelet írt a Coimbra városát irányító testvérének, Gonçalo Teles de Menesesnek (aki, amint láttuk, Avisi János pártján állt), hogy ne adja át a várost a kasztíliaiaknak (akik időközben már megkezdték a város ostromát), illetve kérte fivérét, jöjjön a segítségére, szabadítsa ki őt Santarémből. Eleonóra testvére nem is adta át a várost, és a kasztíliaiak végül – eredménytelenül – elvonultak.
A szervezkedésre azonban fény derült (1384. március), van olyan feltételezés, hogy arról I. János bizalmasa, David El Negro szerzett tudomást, aki a kasztíliai királyt mindenről rögtön tájékoztatta. Erről azonban Pedro Enríquez – és féltestvérei – még időben értesültek, és mind a hárman az Avisi János uralta portugál területekre menekültek, az ő szolgálatába álltak. Eleonóra bizalmasait, Judát, és Maria Peres (?–?) szobalányt lefogták, meg is kínozták őket. A vallomásukat – I. János és felesége – Eleonóra tudomására hozták, aki ezeket hazugságoknak tartotta, illetve azt állította, ha volt egyáltalán valamilyen „terv”, az Juda ötlete volt. Beatrix, állítólag, így fordult az anyjához: „Ó, anyám, özvegynek, árvának, az örökségétől megfosztottnak szeretne látni?”.
I. János, az anyósa sorsát illetően, elfogadta bizalmasainak a tanácsát, Eleonórát Kasztíliába, Tordesillasba vitette, lakóhelyéül a Santa Clara kolostort jelölte ki. Eleonóra a száműzetésből soha nem térhetett vissza Portugáliába. Halálának az időpontja bizonytalan.
Ahogyan jegyzetben már utaltunk rá, van olyan forrás, amely szerint Eleonóra 1386-ban halt meg, de a források többsége szerint, ez nem lehet valós időpont: 1390-ben, I. János udvari költségvetésében, még szerepelnek az Eleonóra háztartásával kapcsolatos kiadások. Ugyanakkor, III. Henrik (1379–1406) királynak (I. János fiának és utódának), az 1406. decemberben készített végrendeletében, Beatrix özvegy királyné szerepel, de Eleonóra nem.
I. János halála (1390) után, Eleonóra Valladolidba költözött, és - van olyan állítás –, hogy viharos életet élt, szeretőt tartott, sőt gyermeke is született.
A közeli Toro városban élt megözvegyült leánya, Beatrix, kérdéses, hogy anya és gyermeke találkoztak-e egyáltalán.
Alexandre Herculano (1810–1877), neves portugál költő és történész, Eleonórát „portugál Lucrezia Borgiának” nevezte.

## Gyermekei
- Az első férjétől, João Lourenço da Cunha (1345–1400-as évek eleje), Pombeiro da Beira urától, egy gyermek
  - Álvaro (1371 körül–1415), aki Pombeiro da Beira ura lett
- A második férjétől, I. Ferdinánd (1345–1383) portugál királytól, három gyermek
  - Beatrix (1373–1420 után), I. Beatrix, portugál királynő, a férje I. János (1358–1390), kasztíliai király, egy gyermek
    - Mihály (1384–1385), portugál és kasztíliai infáns

  - Alfonz (1382–1382), portugál infáns
  - Péter (1383–1383), portugál infáns, vagy N (leány, 1383–1383) portugál infánsnő[18]

## Kitekintés
Elengedhetetlen, a Kasztília és Portugália közötti háború meghatározó eseményeinek, a szócikkhez fűzött jegyzetben történő ismertetése, ugyanis Eleonóra, nyilvánvalóan, az eseményekről értesült; így arról is, hogy a lánya és a veje, elveszítette a Portugál Királyság feletti uralmat, pontosabban, nem is tudta azt megszerezni. Továbbá, ezek az események, az 1384-ben és 1385-ben történtek, még Eleonóra életében, véget vetettek az 1383-ban kirobbant uralmi válságnak.